# Knut-Olof Strandberg
Knut-Olof Hilding Strandberg född 5 mars 1902 i Forsheda, Jönköpings län, död 28 juni 1981, var en svensk operasångare (baryton).
Efter skolgång i Jönköping och sångstudier från 1921 i Berlin debuterade Strandberg 1927 som Valentin i Faust vid Nationalteater i Weimar, där han verkade till 1929. Han hade 1929-1930 engagemang i Heidelberg, 1930–1936 vid Deutsche Musikbuhne i Berlin, med vilket företag han gästspelade i Helsingfors och Riga, samt 1936–1938 vid Stora teatern i Göteborg. Sedan sistnämnda år var Strandberg även verksam i Göteborg som konsertsångare och sångpedagog. Han har uppträtt i såväl svensk som utländsk radio.
Bland Strandbergs omkring 30 operaroller, huvudsakligen inom det lyriska facket kan nämnas Bertarido i Händels Rodelinda, Almaviva i Figaros bröllop, Tsar Peter i Tsar und Timmerman, Luna i Trubaduren, Puccinis Gianni Schicchi och Shapless i Madama Butterfly, Sultanen i Marouf, titelrollen i Cornevilles klockor samt Junius i Brittens Lucretia. 
För svensk publik var Strandberg huvudsakligen känd som romanssångare. Hans välbehandlade, något tunga stämma klingade särskilt fylligt i mellanregistret, och hans musikaliska föredrag vittnade om lyriskt temperament. Strandberg har blivit speciellt uppskattad som Schuberttolkare. Gift 1939 med gymnastikdirektören Sonja Colliander.